# Свитанок (Херсонская область)
Свита́нок (укр. Світанок; до 2016 г. — Жовтне́вое) — посёлок в Долматовской сельской общине Скадовского района Херсонской области Украины.
Почтовый индекс — 75663. Телефонный код — 5539. Код КОАТУУ — 6522382502.

## Население
Население по переписи 2001 года составляло 347 человек.

### Языковой состав
Родной язык населения по данным переписи 2001 года:
| Язык       | Численность, чел. | Доля     |
| ---------- | ----------------- | -------- |
| Украинский | 318               | 91,64 %  |
| Русский    | 21                | 6,05 %   |
| Молдавский | 8                 | 2,31 %   |
| Итого      | 347               | 100,00 % |

## Местный совет
75663, Херсонская обл., Голопристанский р-н, с. Доброполье, ул. Пионерская, 32